# Podvig naroda

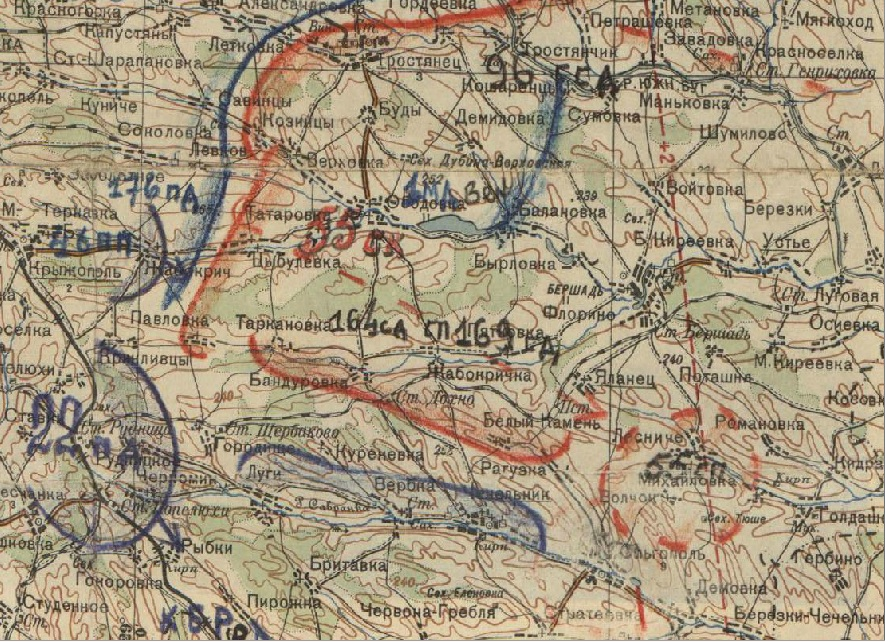
Krigskarta från sidan ”Podvig naroda”

Podvig naroda (ryska: Подвиг народа (Folkets hjältedåd)) är ett projekt av Rysslands försvarsdepartement för att skanna arkivdokument om utmärkelser utdelade under stora fosterländska kriget 1941–1945.
Online-databasen blev tillgänglig för allmänheten (på ryska och engelska) den 9 april 2010 under adressen www.podvignaroda.mil.ru. Försvarsdepartementet planerar att digitalisera dokument med 30 miljoner utmärkelser (ungefär 100 miljoner dokument). 
På sajten finns även lägesrapporter och krigskartor från olika frontstaber. 